# Доисторическая Шри-Ланка
Доисторический период в истории Шри-Ланки — временной отрезок в истории Шри-Ланки, охватывающий период от появления на острове Цейлон первых людей около 125 тысяч лет назад (если отсчитывать от времени появления первых гоминид — с 500 тыс. лет назад) в палеолите до мезолита, неолита и раннего железного века.
На Цейлоне свидетельства перехода от мезолита к железному веку весьма скудны, в связи с чем ряд археологов до сих пор сомневаются, существовал ли на острове неолит.
Колебания уровня моря приводили к тому, что Шри-Ланка периодически соединялась сухопутным мостом с Индостаном в течение последнего миллиона лет. Последний раз сухопутный мост существовал около 5000 лет назад.

## Нижний палеолит
Находки в Иранамаду (en:Iranamadu) показывают, что первые гоминиды на Шри-Ланке появились около 300 тысяч лет назад.

## Средний палеолит
Существуют явные свидетельства поселений доисторических гоминид на Шри-Ланке около 125 тысяч лет назад. Они изготавливали орудия из кварца и кремнистого известняка, сланца (en:chert), типичные для технологий среднего палеолита.

## Верхний палеолит и мезолит
В ряде пещер, включая Фа-Хиен и Батадомбалена (en:Batadombalena), были найдены многочисленные артефакты, связанные с древнейшими обитателями острова. Доказательства самого раннего использования луков со стрелами за пределами Африки возрастом 48—45 тыс. л. н. найдены в пещере Фа-Хиен Лена. Кварцевые микролиты из пещеры Фа-Хиен Лена в деревне Ятагампития (Yatagampitiya) датируются возрастом 45—48 тыс. лет назад. Более того, микролиты из Шри-Ланки были изобретены на месте, а не принесены пришельцами из Африки.
Первый представитель людей современного типа, человек из Балангоды (останки названы по месту обнаружения), заселил остров примерно 34 000 лет назад или ранее. Люди из Балангоды были охотниками-собирателями, которые жили в пещерах. В пещере Фа-Хиен (en:Fa Hien Cave) в курортном городе Калутара найдены древнейшие остатки анатомически современных людей (около 34 000 лет назад) в Южной Азии.
В пещере Белилена (en:Belilena) найдены свидетельства импорта соли с побережья в период до 27 000 лет назад.
Инструментарий людей из Балангоды состоит из геометрических микролитов, в том числе небольших, длиной до 4 см, отщепов кварца и (изредка) кремнистого сланца, обработанного под лунообразную, треугольную или трапециевидную форму. Сиран Упендра Дераниягала (en:S. U. Deraniyagala), бывший генеральный директор по археологии Шри-Ланки, утверждает, что такие геометрические микролиты в Европе были характерны для периода мезолита и впервые появились всего лишь 12 000 лет назад, тогда как на Шри-Ланке они были известны намного ранее: 31 000 лет назад — в Батадомбалена, 28 000 лет назад — две прибрежных стоянки в Бундале, около 30 000 лет назад — в Китулгала Белилена (Kitulgala Beli-lena).

## Неолит

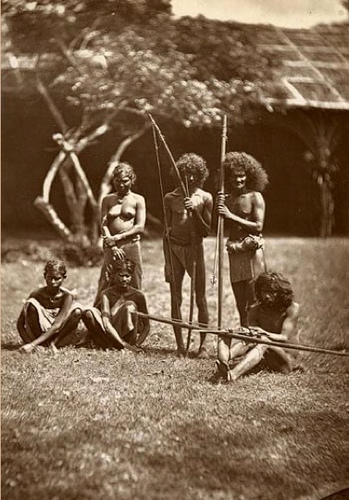
Семья веддов (около 1890 года)

Если в Европе и Азии за мезолитом следовали неолит, медный и бронзовый век, то в Шри-Ланке, как длительное время считали археологи, эти этапы были пропущены довольно быстро, по-видимому, в результате внешнего вмешательства, и за мезолитом сразу последовал железный век. Этот переход ещё недостаточно изучен и плохо документирован. Это суждение основывалось на том, что народ ведды, предположительно происходивший от населения Шри-Ланки дометаллической эпохи, ещё к началу XX века сохранял примитивный мезолитический образ жизни, без признаков неолитических технологий. Возможно, однако, эти технологии были утрачены при вторжении на остров носителей железных технологий. Среди находок, датируемых 8—1 тысячелетиями до н. э., многие свидетельствуют о наличии неолитических технологий.
Предполагается, что именно человек из Балангоды создал Хортонские равнины (en:Horton Plains National Park) в центральных нагорьях, сжигая деревья для поимки дичи. С другой стороны, исследования равнин показывают, что уже около 15 тысячелетия до н. э. здесь появились овёс и ячмень. Предполагается, что современный народ, известный как ваннияла-аэтто или ведда, обитающий в центральной и северо-восточной частях острова и сохраняющий пережитки охоты и собирательства, происходит от людей Балангоды.
Несколько гранитных орудий размером около 4 см, керамика, остатки древесного угля и погребальные сосуды из глины были обнаружены при раскопках пещеры в Варана-Раджа-Маха и в Калатувава.
Находки на Хортонских равнинах свидетельствуют о наличии здесь сельского хозяйства уже около 8000 года до н. э., включая выпас крупного рогатого скота, культивацию овса и ячменя. Раскопки в пещере Доравака-Канда около Кегалле (en:Kegalle) показывают, что около 4300 года до н. э. здесь появилась керамика, развитые каменные орудия, а также, вероятно, культивация злаков. Все эти технологии — характерные признаки неолита.
Человеческий скелет, обнаруженный в деревне Годавайя (en:Godavaya) в округе Хамбантота, датированный очень приблизительно (5000—3000 лет до н. э.), был обнаружен в окружении орудий из костей животных и каменных орудий.
Скелетные останки собак из пещеры Нилгала, а также из Белланбанди-Паласса, относящиеся к эпохе мезолита (около 4500 года до н. э.), позволяют предположить, что люди Балангода, вероятно, держали у себя домашних собак, чтобы загонять дичь. Сингальская гончая (en:Sinhala Hound) по виду напоминает кадарскую собаку, новогвинейскую собаку и собаку динго. Предполагается, что все они происходят от общего домашнего предка. Также местные аборигены, возможно, смогли одомашнить птиц, проживавших в джунглях, свиней, водных буйволов и дикого быка, предка шри-ланкийского домашнего рогатого скота, вымершего в 1940-х годах.
Шлак, обнаруженный в Мантаи, датируемый 1800 годом до н. э., может быть свидетельством обработки меди.
Корица, происходящая со Шри-Ланки, использовалась в Древнем Египте около 1500 года до н. э., что свидетельствует о торговых связях Египта с островом. Джеймс Эмерсон Теннент (en:James Emerson Tennent) отождествил ветхозаветный город Таршиш с городом Галле.
Митохондриальную гаплогруппу M35a  определили у образца UPG (9695-9545 лет до настоящего времени) из Шри-Ланки, митохондриальную гаплогруппу М18а>М18а* определили у образца ALG (MZ895064.1, 5455-5375 лет до н. в.). Обе гаплогруппы происходят из Индии и наблюдаются в регионе Южной Азии и редко за его пределами.

## Ранний железный век
Крупное селение, размером около 15 га, было основано до 900 года до н. э. близ нынешнего города Анурадхапура. При раскопках селения обнаружены следы культуры железного века. В течение двух веков размер селения вырос до 50 га, оно превратилось в город. Подобное селение было обнаружено близ Алигалы в Сигирии.
Наиболее ранние хроники — Дипавамса (en:Dipavamsa) и Махавамса — утверждают, что остров населяли племена якша (демоны), наги (кобры) и дэвы (боги). Вероятно, эти термины соответствуют тотемам местных аборигенов.
Керамика с надписями письмом брахми (один из наиболее ранних памятников этой письменности) и другим письмом, датируемая приблизительно 600 годом до н. э., была обнаружена в городе Анурадхапура. Обе эти письменности возникли в Индии, вероятно, в результате контактов с семитским населением Ближнего Востока.
Возникновение новых форм керамики наряду с письменностью, а также появление ряда новых артефактов, таких, как бусы из красного стекла, свидетельствуют о новом культурном импульсе, вероятно, вторжении из Северной Индии. Надписи на брахми выполнены на одном из пракритов, а начертание знаков почти идентично знакам надписей царя Ашоки, выполненной 200 лет спустя. Ни одна из надписей не выполнена на дравидском языке — это подтверждает известный историкам факт, что индоарии (предки сингалов) появились на острове намного раньше дравидоязычных тамилов.